# Ingelore Lohse
Ingelore Lohse (dekliški priimek Müller), nemška atletinja, * 11. maj 1945, Halle, Nemčija.
Ni nastopila na poletnih olimpijskih igrah. Na evropskih prvenstvih je osvojila naslove prvakinje v štafeti 4×400 m in bronasto medaljo v teku na 400 m leta 1971. 15. avgusta 1971 je z vzhodnonemško reprezentanco postavila svetovni rekord v štafeti 4 x 400 m.